# Виле ди Монтекоронаро (Форли-Чезена)
Виле ди Монтекоронаро је насеље у Италији у округу Форли-Чезена, региону Емилија-Ромања.
Према процени из 2011. у насељу је живело 98 становника. Насеље се налази на надморској висини од 807 м.